# Julien Lebas
Julien Lebas   (Saint-Lô, 9 de juny de 1924 - Saint-Lô, 25 de novembre de 2021) va ser un atleta francès, especialista en curses de velocitat, que va competir durant les dècades de 1940 i 1950.
El 1948 va prendre part en els Jocs Olímpics de Londres, on va disputar dues proves del programa d'atletisme. En ambdues quedà eliminat en sèries.
En el seu palmarès destaca una medalla de plata en els 4x100 metres relleus al Campionat d'Europa d'atletisme d'Oslo de 1946. Formà equip amb Agathon Lepève, Pierre Gonon i René Valmy. També guanyà tres campionats nacionals, dos en els 100 metres (1946 i 1948) i un en els 200 metres (1948). El 1946 va establir el rècord francès del 4x200 metres.

## Millors marques
- 100 metres. 10,8" (1948)
- 200 metres. 22,0" (1946)[1][4]